# The Oxford Classical Dictionary
The Oxford Classical Dictionary (OCD) ist (bis einschließlich der 4. Auflage) ein einbändiges altertumswissenschaftliches Fachlexikon. 
Die Einträge sind in der Regel relativ knapp gehalten, dafür aber von ausgewiesenen Experten verfasst. Das OCD (in der 4. Auflage) ist relativ aktuell, in der Regel wird auch weiterführende Literatur aufgeführt. Das OCD genießt international einen hervorragenden Ruf und deckt fast das gesamte Spektrum der Alten Geschichte ab: Von der Politischen Geschichte bis zur Religionsgeschichte und mythologischen Figuren. Allerdings sind teilweise deutliche Blindstellen im Bereich der Spätantike auszumachen, die kaum berücksichtigt wird. Diese Lücke wird seit dem März 2018 durch das Oxford Dictionary of Late Antiquity geschlossen. Auch die nur online erscheinende 5. Auflage des OCD (siehe unten) räumt der Spätantike mehr Raum ein.
Die erste Auflage des OCD (mit rund 1000 Seiten) wurde 1949 publiziert, 1970 folgte eine überarbeitete Ausgabe, die von Nicholas G. L. Hammond und Howard Hayes Scullard herausgegeben wurde. Die 3. Auflage wurde 1996 von Simon Hornblower und Anthony Spawforth herausgegeben, wobei der Umfang auf über 1600 Seiten angewachsen ist. Diese Ausgabe erschien 2003 in einer leicht überarbeiteten Fassung. 2012 erschien die 4. Auflage. In dieser wurden mehrere Artikel überarbeitet und aktualisiert, außerdem wurden einige neue Lemmata aufgenommen. 
Die 3. Auflage erschien auch als CD-ROM und ist in einer inhaltlich deutlich abgespeckten und abgewandelten Form (dafür aber auch deutlich günstiger) als The Oxford Companion to Classical Civilization erhältlich. Eine 2. Auflage des Companion erschien 2014 auf Basis der neuen 4. Auflage des Dictionary. Hierbei wurden mehrere Artikel und die spezifischen Literaturangaben für die einzelnen Kapitel entfernt, alle anderen Artikel jedoch in ihrer ursprünglichen Form beibehalten; hinzu kamen 50 neue Artikel, die nicht im Dictionary enthalten sind.

## Oxford Classical Dictionary Online
Die im Aufbau befindliche 5. Auflage wird eine vollständig digitale Version sein, in der auch Multimedia-Elemente eingebunden werden. Umfang und Anzahl der Lemmata sind dabei ungleich größer als bei den gedruckten Ausgaben. Mehrere Artikel sind in voller Länge kostenlos zugänglich. Den Autoren soll dabei die Möglichkeit gegeben werden, ihre Artikel regelmäßig zu aktualisieren. Aktuell (Juni 2022) ist Tim Whitmarsh der Hauptherausgeber.

## Ausgaben
- The Oxford Classical Dictionary. Herausgegeben von Simon Hornblower und Antony Spawforth. 4. Auflage. Oxford University Press, Oxford 2012, ISBN 978-0-19-954556-8.